# Stupeň B1044 Falconu 9
Stupeň B1044 Falconu 9 je první stupeň rakety Falcon 9 vyráběné společností SpaceX, jedná se o, devátý vyrobený exemplář verze Block 4. Poprvé a naposledy letět na misi Hispasat 30W-6 v března 2018, kdy vynesl telekomunikační družici společnosti Hispasat, stupeň se však kvůli špatnému počasí pokusil pouze přistání na hladině moře.

## Přehled letů
| Číslo použití | Datum startu (UTC) | Let číslo | Náklad         | Start | Místo startu | Přistání | Místo přistání | Poznámky                                                                        |
| ------------- | ------------------ | --------- | -------------- | ----- | ------------ | -------- | -------------- | ------------------------------------------------------------------------------- |
| 1             | 6. březen 2018     | 50        | Hispasat 30W-6 |       | CCAFS SLC-40 |          | Bez přistání   | Při této misi proběhlo přistání pouze na mořské hladině, kvůli špatnému počasí. |